# Michael Portillo
Michael Denzil Xavier Portillo (ur. 26 maja 1953 w Bushey w hrabstwie Hertfordshire) – brytyjski polityk i dziennikarz, członek Partii Konserwatywnej, minister w drugim rządzie Johna Majora i w gabinecie cieni Williama Hague'a.

## Życiorys
Urodził się jako Michael Denzil Portillo. Imię Xavier przyjął podczas bierzmowania. Jest synem Luisa Gabriela Portillo, hiszpańskiego republikanina, który znalazł się na wygnaniu po wojnie domowej, i Cory Blyth, Szkotki z pochodzenia. Wykształcenie odebrał w Harrow County School for Boys, gdzie uzyskał stypendium, które pozwoliło mu studiować w Peterhouse na Uniwersytecie Cambridge. Studia ukończył w 1975 r. z dyplomem historyka. Po krótkiej pracy w Ocean Transport and Trading Co. znalazł zatrudnienie w 1976 r. do Conservative Research Department. Po wyborczym zwycięstwie konserwatystów w 1979 r. został doradcą rządu. W latach 1981–1983 pracował dla Kerr-McGee Oil.
Pierwszą próbę dostania się do Izby Gmin podjął w 1983 r., ale przegrał wybory w laburzystowskim okręgu Birmingham Perry Barr. W grudniu 1984 r. ponownie został rządowym doradcą. W tym samym roku wygrał wybory uzupełniające w okręgu Enfield Southgate. Początkowo był parlamentarnym prywatnym sekretarzem Johna Moore’a, a później asystentem whipa. W 1987 r. został podsekretarzem stanu w ministerstwie zabezpieczenia socjalnego. W 1988 r. został ministrem stanu w resorcie transportu. W 1990 r. został ministrem stanu ds. samorządu lokalnego. Na tym stanowisku działał na rzecz wprowadzenia podatku pogłównego. W 1992 r. został członkiem gabinetu jako naczelny sekretarz skarbu. Został również członkiem Tajnej Rady. W 1994 r. otrzymał tekę ministra zatrudnienia, a w latach 1995–1997 był ministrem obrony.
Portillo przegrał wybory do Izby Gmin w 1997 r. Na dwa lata znalazł się poza polityką. Ponownie znalazł pracę w Kerr-McGee Oil, ale pracował także dla BBC i Channel 4. W 1999 r. powrócił do Izby Gmin wygrywając wybory uzupełniające w okręgu Kensington and Chelsea. 1 lutego 2000 r. lider opozycji William Hague mianował Portillo Kanclerzem Skarbu w swoim gabinecie cieni. Ten zaczął rychło wyrażać poglądy sprzeczne z oficjalnym programem konserwatystów, co spowodowało napięcia w kontaktach z Hague’em.
Po przegranych przez konserwatystów wyborach 2001 r. Portillo wystartował w wyborach na lidera partii. Wygrał dwie pierwsze tury głosowania, ale podczas trzeciej tury zajął ostatnie, trzecie miejsce, przegrywając z drugim Iainem Duncanem Smithem różnicą jednego głosu. Kiedy Smith został nowym liderem, Portillo powrócił do tylnych ław parlamentu. W 2003 r. głosował za poparciem interwencji w Iraku. W 2005 r. zrezygnował ze startu w wyborach parlamentarnych. Obecnie jest członkiem Międzynarodowej Komisji ds. Osób Zaginionych w byłej Jugosławii.
Od 2002 r. Portillo często występuje w radiu i telewizji. Od 2003 r. regularnie występuje w programie politycznym BBC This Week. Występował również w wielu dokumentach telewizyjnych (m.in. Richard Wagner, Great Railway Journeys, From Granada to Salamanca, The Natural World). Często występuje w programach poświęconych Hiszpanii. W 2002 r. w serii BBC Wielcy Brytyjczycy przedstawiał postać królowej Elżbiety I. Od 2002 r. prowadził własny program Dinner with Portillo na kanale BBC 4. W 2007 r. został członkiem jury w programie BBC THe Verdict. Regularnie pisuje do The Sunday Times, do maja 2006 r. był krytykiem teatralnym New Statesmana.
W 1982 r. poślubił Carolyn Eadie; nie mają dzieci.
W 1998 odznaczony Krzyżem Komandorskim z Gwiazdą Orderu Zasługi Rzeczypospolitej Polskiej.